# Consciousness-Raising-Gruppe
Consciousness-Raising-Gruppe, CR-Gruppe oder Bewusstseinsbildende Gruppe ist ein gruppenanalytisches Format ohne formelle Leitungsstruktur, das eine Brücke zwischen sozialer bzw. ökonomischer und individueller Veränderung schafft.
Das seinerzeit als innovativ und hochwirksam gelobte Format wurde Ende der 1960er Jahre von den New York Radical Women, einer frühen Frauenbefreiungsgruppe in New York City, entwickelt. Aufgrund der flachen Hierarchien der Frauenbewegung und der Entpolitisierung durch Psychologie und Psychotherapie wurde es hier rasch auf ein psychotherapeutisches Format reduziert und büßte damit seine soziale und politische Veränderungskraft ein. Die Schöpferinnen des Formats hatten diese Gefahr von Anfang an im Blick und lehnten eine individuelle Pathologisierung der Folgen sozialer Zwänge ausdrücklich ab.
Das Format wurde schnell auch von anderen Gruppen genutzt, wie etwa der Schwulenbewegung oder der Männerbewegung. Häufige Themen  von bewusstseinsbildenden Gruppen in den USA sind beispielsweise Menschenrechte (z. B. Feminismus, LGBT-Rechte, Gewalt in der Partnerschaft), Krankheiten (z. B. Brustkrebs, AIDS), Umweltprobleme (z. B. globale Erwärmung, Tierrechte), Konflikte (z. B. Völkermord in Darfur, israelisch-palästinensischer Konflikt) und politische Themen (z. B. die Protestbewegung Occupy Wall Street oder die Tea-Party-Bewegung).
Heute wird mitunter eine Wiederbelebung des Formats gefordert.

## Definition
- Eine Bewusstseinsbildungsgruppe ist ein Kleingruppenprozess, der sich aus Vertretern einer Außenseitergruppe zusammensetzt. Der Zweck des Gruppenprozesses ist es, die gesellschaftspolitischen Strukturen zu untersuchen, die Diskriminierung und Benachteiligung erzeugen und aufrechterhalten. Durch die Bewusstwerdung der Art und Weise, wie diese Strukturen die persönlichen Erfahrungen bestimmen, soll die Veränderung des Selbstbildes und persönlichen Wohlbefindens erleichtert werden und die Teilnehmenden mobilisiert werden, um soziopolitische Strukturen zu verändern.[3]
- Bewusstseinsbildende Gruppen bestehen aus Menschen, die sich eines gemeinsamen Anliegens annehmen, um ein gemeinsames Ziel zu erreichen, z. B. Wähler überzeugen, Gesetze ändern oder Kriege beenden. Diese aktivistischen Gruppen sind oft unzufrieden mit dem Status quo und konzentrieren sich darauf, das Bewusstsein für Probleme zu schärfen.[6]

## Entstehung und Verbreitung
Das neue Format knüpfte an verschiedenen Aspekte an:
- Marx’ Kritik des „falschen Bewusstseins“,
- bewusstseinsbildende Formate der schwarzen Befreiungsbewegung in den USA,
- die Vorstellung von wahrem und falschem Bewusstsein der Frankfurter Schule und darin insbesondere Herbert Marcuse.[1]

Mithilfe des neuen Formats wurde es möglich, eine gemeinsame gesellschaftliche Basis von individuellen Verhaltens- und Empfindensmustern zu erkennen und Veränderungsideen zu entwickeln. Frauen entdeckten in den Gruppen, dass ihr anscheinend einmaliges persönliches Problem das Problem aller Frauen war und insofern tatsächlich ein gesamtgesellschaftliches und politisches Problem. Die fundamentale Verflochtenheit von persönlichen und gesellschaftlichen Problemen zu erleben, führte schnell zu einem veränderten Bewusstsein, d. h. einem veränderten Blick auf sich selbst und die Gesellschaft. Die teilnehmenden Frauen erlebten dies wie eine Art „feministische Taufe“, wie Susan Brownmiller beschreibt.
„Ich kann bezeugen, dass in den späten Sechzigern und frühen Siebzigern in New York City nichts aufregender oder intellektuell anregender war, als in einem Raum mit einer Gruppe von Frauen zu sitzen, die daran arbeiteten, ihre kollektiven Wahrheiten aufzudecken.“   SUSAN BROWNMILLER
Das neue Format verbreitete sich schnell in den Vereinigten Staaten und der westlichen Welt. Allein in Westdeutschland wurde die Zahl in den 1970er Jahren auf über 10.000 Gruppen geschätzt. Im Deutschen wurde der englische Begriff Consciousness Raising Group verkürzend übersetzt als Selbsterfahrungsgruppe.
Im Unterschied zu anderen Organisationsformen in Gesellschaft, Ökonomie oder Psychotherapie folgt Consciousness Raising dem Prinzip der flachen Hierarchie. Es soll weder geleitet noch angeleitet sein. Hierin unterscheidet sich Consciousness Raising grundlegend auch von Formaten wie Psychotherapie, Gruppenpsychotherapie oder Gruppenanalyse.

## Methode

### Entstehung in der Frauenbewegung

#### Consciousness Raising nach Kathie Sarachild (1968)
Kathie Sarachild beschrieb das Programm des Consciousness Raising für die First National Women’s Liberation Conference in der Nähe von Chicago am 27. November 1968 in folgender Struktur (gedruckt 1970):
1. Consciousness-Raising-Gruppe
  - Bewusstseinsbildung: Persönliche Erfahrungen teilen und gemeinsame Erfahrungen erkennen
  - Widerstände gegen Erkenntnis erkennen: Auflisten möglicher „klassischer“ Widerstände
  - Erkennen, warum sich Widerstände gegen die Erkenntnis halten
  - Verdrängung und Verklären überwinden: Hinsehen können und mit der Gruppe teilen können
  - Verstehen und entwickeln feministischer Theorie: Anhand obiger Techniken die Mechanismen von Unterdrückung verstehen und die eigenen Privilegien analysieren
  - Organisations- und Bewusstseinsbildungstraining: Ausbildung in der Bildung und Anleitung neuer Bewusstseinsbildungs-Gruppen
2. Bewusstsseinsbildende Aktionen
  - Zap-Aktionen: Filmbenefizveranstaltungen, Aktionen gegen kulturelle Veranstaltungen und Phänomene, Sticker, Poster, Filme etc.
  - Bewusstseins-Programme: Nutzung der Massenmedien
3. Organisieren
  - Bildung neuer Gruppen
  - Kommunikation und Aktionen innerhalb der Gruppen: monatliche Treffen, Konferenzen etc.

Aus heutiger psychologischer Sicht ist besonders bemerkenswert, dass Consciousness Raising von Anfang an systematisch nach psychologischen Widerständen gegen Erkenntnis und nach Verdrängungen fragt, diese offenlegen und überwinden will. Folgende klassische Formen des Widerstands von Frauen gegen Bewusstseinsbildung wurden innerhalb der Gruppen erhoben und folgendermaßen zusammengefasst:
1. Anti-Frauen-Einstellung (weibliche Misogynie),
2. Glorifizierung des Unterdrückers,
3. Entschuldigung des Unterdrückers (und Mitleid mit ihm),
4. Falsche Identifikation mit dem Unterdrücker und anderen gesellschaftlich privilegierten Gruppen,
5. Vermeiden der Identifikation mit den eigenen und anderen unterdrückten Gruppen,
6. Romantische Phantasien, utopisches Denken und andere Formen der Verwechslung der gegenwärtigen Realität mit dem, was man sich als Realität wünscht,
7. Denken, dass man in der traditionellen Rolle die Macht hinter dem Thron hat und bekommen kann, was man will etc.,
8. Glaube, dass man eine adäquate persönliche Lösung gefunden hat oder ohne große gesellschaftliche Veränderungen zu finden,
9. Selbstkultivierung, schroffer Individualismus, Abgeschiedenheit und andere Formen von Alleingängen bzw. Egoismus,
10. Selbstbeschuldigung!
11. Ultra-Militanz und andere?

#### Verwässerung durch schleichende Re-Individualisierung und Re-Psychologisierung
Durch das Prinzip der flachen Hierarchie war es schwierig, den angestoßenen politischen Prozess zu steuern. Schon bald nach der Gründung der ersten Consciousness-Raising-Gruppen in Nordamerika begann deshalb ein Prozess der schleichenden Psychologisierung und Individualisierung. Dadurch schwand die im Format angelegte Brückenfunktion zwischen sozialpolitischer und individueller Ebene. Im Gegensatz zu den Initiatorinnen schätzen die meisten der zahllosen Frauen vor allem die individuelle Selbsterfahrungskomponente und weniger die soziopolitische Komponente. Damit veränderte sich das Format rasch und schwappte in die westliche Welt bereits primär als individual-psychologisierendes Konzept der Selbsterfahrungsgruppe über. Damit verblasste zugleich der politische Wandlungsdruck und Anspruch „Das Persönliche ist das Politische“ (Carol Hanisch: „The Personal is Political“), den die Initiatorinnen erkannt, formuliert und im Format des Consciousness Raising gebündelt hatten.

### Heutiger Stand der Methodik
Ursprünglich waren Bewusstseinsbildende Gruppen darauf angewiesen, dass Menschen sich persönlich treffen können. Mit der Ausbreitung des Internets seit Mitte der 1990er trafen sich nun zahllose Gruppen online und ohne räumliche Beschränkung. Auf Twitter werden beispielsweise Hashtags wie #consciousness_raising genutzt, um verschiedene Beiträge zum gleichen Thema zu verknüpfen. Dazu zählen auch Reaktionen auf Gruppenvergewaltigungen in Indien, Proteste gegen Sexismus in der Spieleindustrie, Eintreten gegen häusliche Gewalt und die Mobilisierung als Reaktion auf die Black-Lives-Matter-Bewegung.
Einige Organisationen schließen Bewusstseinsbildung in ihre Ziele und erklärten Missionen ein. Diese Gruppen variieren in Größe, Budget und Effektivität. Zum Beispiel können politische Lobbygruppen Mainstream-Werbung betreiben, Rekrutierungsbemühungen organisieren und Aktivitäten sponsern, die Bewusstsein für geschlechtsspezifische Ungleichheiten schärfen. Gruppen mit weniger Ressourcen können sich auf die Kontaktaufnahme mit Gesetzgebern, lokale Proteste, Öffentlichkeitsarbeit und Bildung konzentrieren.

## Sonderstellung CR-Männergruppen: Kritische Reflexion von Männlichkeit

### 1960er bis 1990er: Bildung CR-Männergruppen als Reaktion auf CR-Frauengruppen
Bewusstseinsbildende Gruppen von Männern nehmen innerhalb der CR-Gruppen eine Sonderstellung ein, da Männer in heutigen Gesellschaften in der Regel keine Außenseitergruppe darstellen.
Erschüttert und beschämt durch die radikalen Angriffe der Frauengruppen bildeten sich Ende der 1960er bereits erste CR-Gruppen von linksalternativen Männern. Wie den Frauen („Frauenbefreiung“) ging es auch ihnen, um die Befreiung aus den Zwängen der bestehenden Geschlechterverhältnisse („Männerbefreiung“). Nachdem zunächst noch mit gemischten Gruppenformaten von Frauen und Männern experimentiert wurde, war dies aus Sicht der Frauen schnell gescheitert. Zu verschieden waren die Perspektiven von Frauen als Außenseitergruppe und Männern als Teil der patriarchalen Etabliertenstruktur. Auch linke Männer hätten noch Machtchancen, die sie nicht freiwillig aufgeben würden. So bildeten sich immer mehr reine CR-Gruppen entsprechend der jeweiligen Perspektiven: Frauengruppen, Männergruppen, Schwulengruppen.

Wie die Frauengruppen formulierten auch Männergruppen Manifeste, in denen sie ihre Ziele beschrieben. Eine 1970 in Berkeley entstandene Männergruppe formulierte folgendes Manifest:
„Wir als Männer wollen unsere volle Menschlichkeit wiederhaben. Wir wollen nicht mehr länger in Anstrengung und Wettbewerb stehen, um ein unmögliches, unterdrückendes, männliches Image zu erreichen – stark, schweigsam, cool, nett, gefühllos, erfolgreich, Beherrscher der Frauen, Führer der Männer, reich, brillant, athletisch und heavy (...). Wir möchten uns selbst gern haben. Wir möchten uns gut fühlen und unsere Sinnlichkeit, unsere Gefühle, unseren Intellekt und unseren Alltag zufrieden erleben (...). Männer sollten ihr Leben nicht auf Geldverdienen, Erfolg und Karriere festlegen, sondern ihr gesamtes menschliches Potential von Gefühl, Ausdruck, Spiel und Freizügigkeit entfalten können“
Auch die Gründung von bewusstseinsbildenden Männergruppen weitete sich schnell in der westlichen Welt aus – die Männerbewegung entstand. Aus diesen Männergruppen ging auch die Kritische Männer- bzw. Männlichkeitsforschung hervor, die fortan in einem engen Austauschverhältnis standen – ähnlich wie dies zuvor auch bei Frauenbewegung und Frauenforschung war.
Als Problem der Bewusstseinsbildung in Männergruppen erwies sich jedoch die bis heute vielfach übliche Polarisierung in Täter- und Opferperspektive sowie viele andere Entwicklungen – wie etwa die Durchsetzung der Genderbegriffs innerhalb der Geschlechterforschung und Geschlechterpolitik. In vielen Gruppen führte dies mit der Zeit dazu, dass Männer sich selbst in einer Opferperspektive verorteten. Ende der 1970er Jahre rutschte man von einer profeministischen in eine antifeministische Haltung: Feministinnen erschienen als Täterinnen und Männer als Opfer. In den 1990ern lösten sich die Männergruppen weitgehend auf oder wurden zu dezidiert antifeministischen Gruppierungen.

### 2010er: Neue Männlichkeitskritik und Kritische Männlichkeit

#### USA
Mit den wachsenden Anforderungen an Männlichkeit, Hypermaskulinität und männlichen Sexismus nehmen in den 2010er Jahren die Widerstände dagegen in der Zivilgesellschaft erneut zu.
- Anlässlich ihrer Schwangerschaft mit einem Sohn reflektiert die amerikanische Regisseurin Jennifer Siebel Newsom im Dokumentarfilm „The mask you live in“[17] die Anforderungen an Männlichkeit 2015 kritisch, indem Jungen, Männer, Prominente und Wissenschaftler zum Thema Männlichkeit zu Wort kommen[18].
- Im Oktober 2016 rufen die sexistischen Äußerungen des amerikanischen Präsidentschaftskandidaten Donald Trump im Wahlkampf weltweite Empörung hervor und führen bei seinem Amtsantritt 21. Januar 2017 zum Women’s March on Washington, einem Protestmarsch für Frauen- und Menschenrechte in Washington, D.C.
- Ab Oktober 2017 ruft die #metoo-Kampagne einen weltweiten Aufschrei gegen männlichen Sexismus hervor.
- Im Januar 2019 polarisiert die amerikanische Rasierermarke Gilette mit der Kernzielgruppe Männer mit einem Werbespot. Der etwa zweiminütige Werbefilm positioniert sich kritisch zu männlichem Sexismus und Hypermaskulinität und ruft zu Anstand und Zivilcourage im männlichen Geschlechtshabitus auf. Der Werbespot zeigt Szenen aus Nachrichtensendungen über #MeToo, Sexismus in Filmen und am Arbeitsplatz und fragt analog zu Gillettes Werbespruch: „Is this the best a man can get?“ – zu deutsch: „Ist dies wirklich das Beste im Mann“?[19][20] Der Akt des Widerstandes wurde so kommerzialisiert und den Konsumenten wurde bloß das Gefühl gegeben, durch den Kauf des Produktes gegen das Establishment zu sein.[21]

#### Deutschland
→ Hauptartikel: Kritische Männlichkeit
In Deutschland sind seit Ende der 2010er Jahre erneut Männergruppen im akademischen und linksalternativen Milieu entstanden, die sich in Seminaren, Gruppen, auf Online-Plattformen oder Websites treffen und kritisch mit Männlichkeit auseinandersetzen. Dabei hat sich im Deutschen der Oberbegriff Kritische Männlichkeit entwickelt. Der Begriff knüpft an die lange Tradition der kritischen Reflexion von Männlichkeit an – von Frauenbewegung, Lesben- und Schwulenbewegung, Männerbewegung, Queerbewegung, Kritischer Männer- bzw. Männlichkeitsforschung.
Kritische Männlichkeit bezeichnet eine Haltung von Männern, mit deren Hilfe Männlichkeit und die darin wurzelnde eigene männliche Identität kritisch reflektiert wird. Mithilfe des Begriffs wird eine unkritische Haltung gegenüber Männlichkeit bzw. Geschlechterverhältnissen ausdrücklich abgelehnt. Diese männlichkeitskritische Haltung fühlt sich feministischen Ansprüchen und Projekten verbunden, da anerkannt wird, dass diese Haltung ohne die Frauenbewegung und das feministische Projekt von Frauen- und Geschlechterforschung sowie geschlechterpolitische Aktivitäten von Frauen undenkbar wäre und in vielen Aspekten darauf zurückgreift.